# August Ferdinand von Preußen

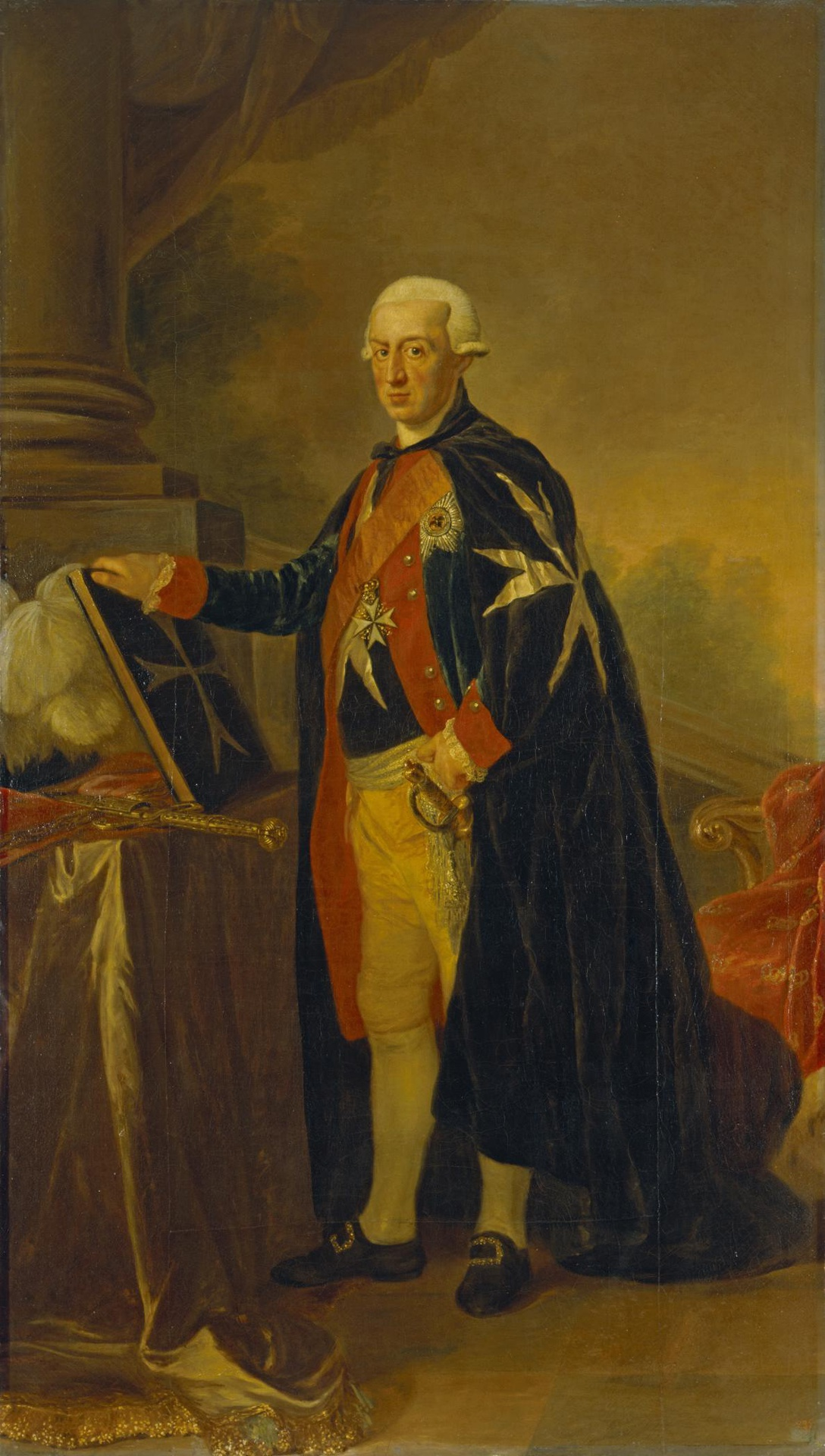
Prinz August Ferdinand von Preußen, Ölgemälde von Anna Dorothea Therbusch, 1773

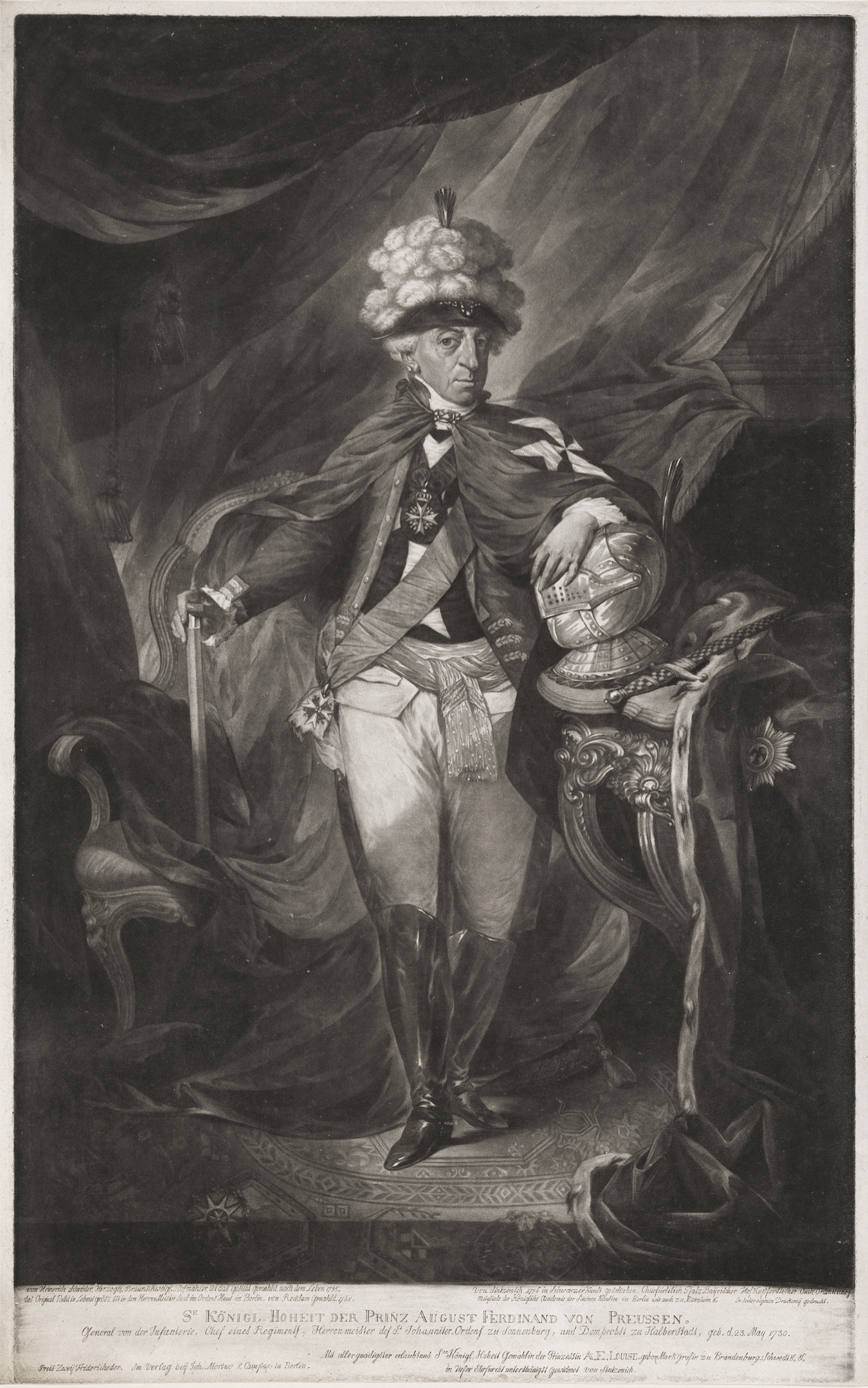
Prinz Augustus Ferdinand als Herrenmeister des Johanniterordens, Kupferstich von Heinrich Sintzenich (1752–1812) nach einem Gemälde von Johann Heinrich Schröder, 1796

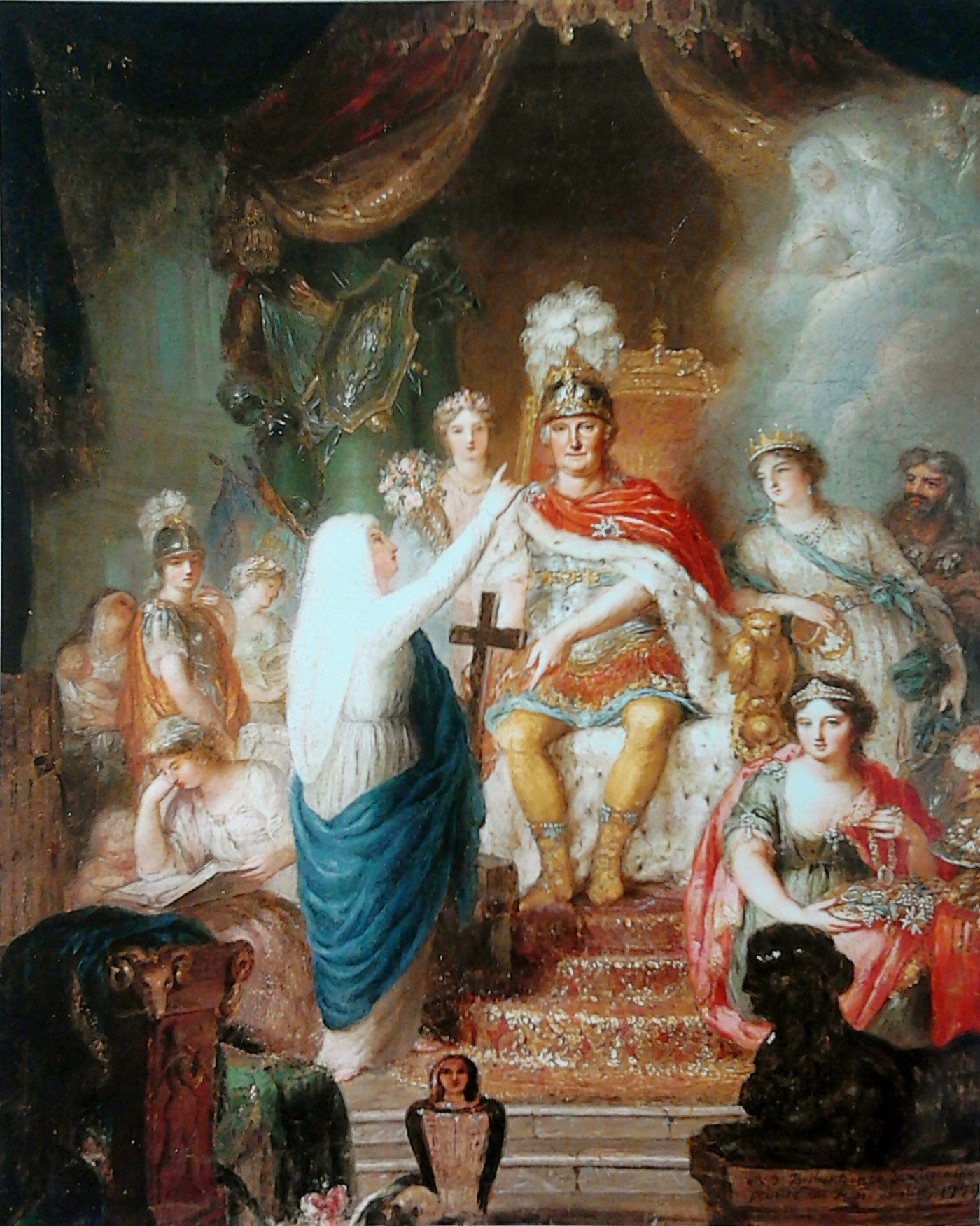
Apotheosis von Prinz Augustus Ferdinand, Ölgemälde von Anna Dorothea Therbusch, 1779, Königliches Schloss Warschau

August Ferdinand von Preußen (* 23. Mai 1730 im Stadtschloss in Berlin; † 2. Mai 1813 in Berlin) war ein preußischer Prinz, General der Infanterie sowie Herrenmeister des Johanniterordens.

## Leben
Ferdinand war der jüngste Sohn des Königs Friedrich Wilhelm I. von Preußen (1688–1740) aus dessen Ehe mit Sophie Dorothea von Hannover (1687–1757), Tochter des Königs Georg I. von Großbritannien, und somit der jüngste Bruder Friedrichs des Großen. Bereits als Fünfjähriger wurde Ferdinand Mitglied des Infanterieregiments „Kronprinz“ der Preußischen Armee. Im Jahr 1740 ernannte ihn sein Bruder zum Chef des neu gebildeten Infanterieregiments Nr. 34.
Im Jahr 1756 wurde er Generalmajor und begleitete den König im Oktober nach Sachsen und Böhmen und nahm 1757 abermals am Feldzug in Böhmen und Schlesien teil, wo er in den Schlachten bei Breslau und Leuthen kämpfte. 1758 sah er sich wegen zunehmender Kränklichkeit genötigt, als General der Infanterie die Armee zu verlassen.
Am 12. September 1763 erwählte der Johanniterorden der Ballei Brandenburg Ferdinand zum Herrenmeister in Sonnenburg. Diese Stelle bekleidete er bis zur Auflösung der Ballei im Jahre 1811. Als Friedrich Wilhelm III. am 23. Mai 1812 den Königlich Preußischen St. Johanniter-Orden stiftete, ernannte er Ferdinand zu dessen Herrenmeister. Außerdem war Ferdinand wie alle Hohenzollernprinzen Ritter des Schwarzen Adlerordens.
Ferdinand ist Namensgeber der 1871 gegründeten Ferdinand-von-Preußen-Stiftung.
In Erinnerung der Nachwelt blieb er aber durch den Bau seines Schlosses Bellevue im Berliner Tiergarten, das er nach Plänen von Michael Philipp Boumann von 1785 bis 1786 errichten ließ. Sein Name steht auf der Vorderseite des Rheinsberger Obelisken.

## Amts- und Wohnsitze
- Rittergut Gerbstedt: 1738 durch den Vater für Ferdinand erworben, 1810 wieder verkauft
- Haus Zum goldenen Greif (Alter Markt 11 in Magdeburg): 1760 bis 1763 zur Miete während der zeitweisen kriegsbedingten Verlegung des preußischen Hofs in die Festungsstadt[2]
- Palais Marschall (Wilhelmstraße 78 in Berlin): 1761 erworben, 1763 bereits wieder verkauft
- Johanniterordenspalais (Wilhelmplatz 9 in Berlin): Amtssitz von 1762 bis 1811
- Schloss Friedrichsfelde bei Berlin: 1762 erworben und bis zum Verkauf 1785 bewohnt
- Schloss Bellevue im Tiergarten bei Berlin: als prinzliches Lustschloss erbaut ab 1785 und bewohnt von 1786 bis 1813
- Schloss Rheinsberg: nach dem Tod seines Bruders Prinz Heinrich im Besitz von 1802 bis 1813[3]
- Palais in der Wilhelmstraße 65 in Berlin: Privatwohnsitz von 1806 bis 1813[4]

## Nachkommen
Ferdinand heiratete am 27. September 1755 die Prinzessin Luise (1738–1820), Tochter des Markgrafen Friedrich Wilhelm von Brandenburg-Schwedt, mit der er folgende Nachkommen hatte:
- Friederike (1761–1773)
- Friedrich (1769–1773)
- Luise (1770–1836)

⚭ 1796 Fürst Anton Radziwiłł (1775–1833)
- Heinrich (1771–1790)
- Louis Ferdinand (1772–1806)
- Friedrich (*/† 1776)
- August (1779–1843)

## Vorfahren
| Georg Wilhelm (Kurfürst von Brandenburg, Herzog in Preußen) ⚭ Elisabeth Charlotte | Georg Wilhelm (Kurfürst von Brandenburg, Herzog in Preußen) ⚭ Elisabeth Charlotte | Georg Wilhelm (Kurfürst von Brandenburg, Herzog in Preußen) ⚭ Elisabeth Charlotte | Georg Wilhelm (Kurfürst von Brandenburg, Herzog in Preußen) ⚭ Elisabeth Charlotte | Georg Wilhelm (Kurfürst von Brandenburg, Herzog in Preußen) ⚭ Elisabeth Charlotte | Georg Wilhelm (Kurfürst von Brandenburg, Herzog in Preußen) ⚭ Elisabeth Charlotte |                                    |                                    | Friedrich Heinrich (Statthalter der Vereinigten Niederlande) ⚭ Amalie | Friedrich Heinrich (Statthalter der Vereinigten Niederlande) ⚭ Amalie | Friedrich Heinrich (Statthalter der Vereinigten Niederlande) ⚭ Amalie | Friedrich Heinrich (Statthalter der Vereinigten Niederlande) ⚭ Amalie | Friedrich Heinrich (Statthalter der Vereinigten Niederlande) ⚭ Amalie | Friedrich Heinrich (Statthalter der Vereinigten Niederlande) ⚭ Amalie |                                   |                                   | Georg (Fürst von Calenberg) ⚭ Anna Eleonore           | Georg (Fürst von Calenberg) ⚭ Anna Eleonore           | Georg (Fürst von Calenberg) ⚭ Anna Eleonore           | Georg (Fürst von Calenberg) ⚭ Anna Eleonore           | Georg (Fürst von Calenberg) ⚭ Anna Eleonore           | Georg (Fürst von Calenberg) ⚭ Anna Eleonore           |                                |                                | Friedrich V. (Kurfürst von der Pfalz, König von Böhmen) ⚭ Elisabeth Stuart | Friedrich V. (Kurfürst von der Pfalz, König von Böhmen) ⚭ Elisabeth Stuart | Friedrich V. (Kurfürst von der Pfalz, König von Böhmen) ⚭ Elisabeth Stuart | Friedrich V. (Kurfürst von der Pfalz, König von Böhmen) ⚭ Elisabeth Stuart | Friedrich V. (Kurfürst von der Pfalz, König von Böhmen) ⚭ Elisabeth Stuart | Friedrich V. (Kurfürst von der Pfalz, König von Böhmen) ⚭ Elisabeth Stuart |                                        |                                        | Georg (Fürst von Calenberg) ⚭ Anna Eleonore                | Georg (Fürst von Calenberg) ⚭ Anna Eleonore                | Georg (Fürst von Calenberg) ⚭ Anna Eleonore                | Georg (Fürst von Calenberg) ⚭ Anna Eleonore                | Georg (Fürst von Calenberg) ⚭ Anna Eleonore                | Georg (Fürst von Calenberg) ⚭ Anna Eleonore                |  |  | Alexandre Desmier ⚭ Jacquette Poussard | Alexandre Desmier ⚭ Jacquette Poussard | Alexandre Desmier ⚭ Jacquette Poussard | Alexandre Desmier ⚭ Jacquette Poussard | Alexandre Desmier ⚭ Jacquette Poussard | Alexandre Desmier ⚭ Jacquette Poussard |  |  |  |  |  |  |  |  |  |  |  |  |  |  |  |  |  |  |  |  |  |  |  |  |  |  |  |  |  |  |  |  |  |  |  |  |
| Georg Wilhelm (Kurfürst von Brandenburg, Herzog in Preußen) ⚭ Elisabeth Charlotte | Georg Wilhelm (Kurfürst von Brandenburg, Herzog in Preußen) ⚭ Elisabeth Charlotte | Georg Wilhelm (Kurfürst von Brandenburg, Herzog in Preußen) ⚭ Elisabeth Charlotte | Georg Wilhelm (Kurfürst von Brandenburg, Herzog in Preußen) ⚭ Elisabeth Charlotte | Georg Wilhelm (Kurfürst von Brandenburg, Herzog in Preußen) ⚭ Elisabeth Charlotte | Georg Wilhelm (Kurfürst von Brandenburg, Herzog in Preußen) ⚭ Elisabeth Charlotte |                                    |                                    | Friedrich Heinrich (Statthalter der Vereinigten Niederlande) ⚭ Amalie | Friedrich Heinrich (Statthalter der Vereinigten Niederlande) ⚭ Amalie | Friedrich Heinrich (Statthalter der Vereinigten Niederlande) ⚭ Amalie | Friedrich Heinrich (Statthalter der Vereinigten Niederlande) ⚭ Amalie | Friedrich Heinrich (Statthalter der Vereinigten Niederlande) ⚭ Amalie | Friedrich Heinrich (Statthalter der Vereinigten Niederlande) ⚭ Amalie |                                   |                                   | Georg (Fürst von Calenberg) ⚭ Anna Eleonore           | Georg (Fürst von Calenberg) ⚭ Anna Eleonore           | Georg (Fürst von Calenberg) ⚭ Anna Eleonore           | Georg (Fürst von Calenberg) ⚭ Anna Eleonore           | Georg (Fürst von Calenberg) ⚭ Anna Eleonore           | Georg (Fürst von Calenberg) ⚭ Anna Eleonore           |                                |                                | Friedrich V. (Kurfürst von der Pfalz, König von Böhmen) ⚭ Elisabeth Stuart | Friedrich V. (Kurfürst von der Pfalz, König von Böhmen) ⚭ Elisabeth Stuart | Friedrich V. (Kurfürst von der Pfalz, König von Böhmen) ⚭ Elisabeth Stuart | Friedrich V. (Kurfürst von der Pfalz, König von Böhmen) ⚭ Elisabeth Stuart | Friedrich V. (Kurfürst von der Pfalz, König von Böhmen) ⚭ Elisabeth Stuart | Friedrich V. (Kurfürst von der Pfalz, König von Böhmen) ⚭ Elisabeth Stuart |                                        |                                        | Georg (Fürst von Calenberg) ⚭ Anna Eleonore                | Georg (Fürst von Calenberg) ⚭ Anna Eleonore                | Georg (Fürst von Calenberg) ⚭ Anna Eleonore                | Georg (Fürst von Calenberg) ⚭ Anna Eleonore                | Georg (Fürst von Calenberg) ⚭ Anna Eleonore                | Georg (Fürst von Calenberg) ⚭ Anna Eleonore                |  |  | Alexandre Desmier ⚭ Jacquette Poussard | Alexandre Desmier ⚭ Jacquette Poussard | Alexandre Desmier ⚭ Jacquette Poussard | Alexandre Desmier ⚭ Jacquette Poussard | Alexandre Desmier ⚭ Jacquette Poussard | Alexandre Desmier ⚭ Jacquette Poussard |  |  |  |  |  |  |  |  |  |  |  |  |  |  |  |  |  |  |  |  |  |  |  |  |  |  |  |  |  |  |  |  |  |  |  |  |
| Friedrich Wilhelm (Kurfürst von Brandenburg und Herzog in Preußen)                | Friedrich Wilhelm (Kurfürst von Brandenburg und Herzog in Preußen)                | Friedrich Wilhelm (Kurfürst von Brandenburg und Herzog in Preußen)                | Friedrich Wilhelm (Kurfürst von Brandenburg und Herzog in Preußen)                | Friedrich Wilhelm (Kurfürst von Brandenburg und Herzog in Preußen)                | Friedrich Wilhelm (Kurfürst von Brandenburg und Herzog in Preußen)                |                                    |                                    | Luise                                                                 | Luise                                                                 | Luise                                                                 | Luise                                                                 | Luise                                                                 | Luise                                                                 |                                   |                                   | Ernst August (Kurfürst von Hannover)                  | Ernst August (Kurfürst von Hannover)                  | Ernst August (Kurfürst von Hannover)                  | Ernst August (Kurfürst von Hannover)                  | Ernst August (Kurfürst von Hannover)                  | Ernst August (Kurfürst von Hannover)                  |                                |                                | Sophie (Kurfürstin von Hannover)                                           | Sophie (Kurfürstin von Hannover)                                           | Sophie (Kurfürstin von Hannover)                                           | Sophie (Kurfürstin von Hannover)                                           | Sophie (Kurfürstin von Hannover)                                           | Sophie (Kurfürstin von Hannover)                                           |                                        |                                        | Georg Wilhelm (Fürst von Lüneburg)                         | Georg Wilhelm (Fürst von Lüneburg)                         | Georg Wilhelm (Fürst von Lüneburg)                         | Georg Wilhelm (Fürst von Lüneburg)                         | Georg Wilhelm (Fürst von Lüneburg)                         | Georg Wilhelm (Fürst von Lüneburg)                         |  |  | Eleonore d’Olbreuse                    | Eleonore d’Olbreuse                    | Eleonore d’Olbreuse                    | Eleonore d’Olbreuse                    | Eleonore d’Olbreuse                    | Eleonore d’Olbreuse                    |  |  |  |  |  |  |  |  |  |  |  |  |  |  |  |  |  |  |  |  |  |  |  |  |  |  |  |  |  |  |  |  |  |  |  |  |
| Friedrich Wilhelm (Kurfürst von Brandenburg und Herzog in Preußen)                | Friedrich Wilhelm (Kurfürst von Brandenburg und Herzog in Preußen)                | Friedrich Wilhelm (Kurfürst von Brandenburg und Herzog in Preußen)                | Friedrich Wilhelm (Kurfürst von Brandenburg und Herzog in Preußen)                | Friedrich Wilhelm (Kurfürst von Brandenburg und Herzog in Preußen)                | Friedrich Wilhelm (Kurfürst von Brandenburg und Herzog in Preußen)                |                                    |                                    | Luise                                                                 | Luise                                                                 | Luise                                                                 | Luise                                                                 | Luise                                                                 | Luise                                                                 |                                   |                                   | Ernst August (Kurfürst von Hannover)                  | Ernst August (Kurfürst von Hannover)                  | Ernst August (Kurfürst von Hannover)                  | Ernst August (Kurfürst von Hannover)                  | Ernst August (Kurfürst von Hannover)                  | Ernst August (Kurfürst von Hannover)                  |                                |                                | Sophie (Kurfürstin von Hannover)                                           | Sophie (Kurfürstin von Hannover)                                           | Sophie (Kurfürstin von Hannover)                                           | Sophie (Kurfürstin von Hannover)                                           | Sophie (Kurfürstin von Hannover)                                           | Sophie (Kurfürstin von Hannover)                                           |                                        |                                        | Georg Wilhelm (Fürst von Lüneburg)                         | Georg Wilhelm (Fürst von Lüneburg)                         | Georg Wilhelm (Fürst von Lüneburg)                         | Georg Wilhelm (Fürst von Lüneburg)                         | Georg Wilhelm (Fürst von Lüneburg)                         | Georg Wilhelm (Fürst von Lüneburg)                         |  |  | Eleonore d’Olbreuse                    | Eleonore d’Olbreuse                    | Eleonore d’Olbreuse                    | Eleonore d’Olbreuse                    | Eleonore d’Olbreuse                    | Eleonore d’Olbreuse                    |  |  |  |  |  |  |  |  |  |  |  |  |  |  |  |  |  |  |  |  |  |  |  |  |  |  |  |  |  |  |  |  |  |  |  |  |
|                                                                                   |                                                                                   |                                                                                   |                                                                                   |                                                                                   |                                                                                   |                                    |                                    |                                                                       |                                                                       |                                                                       |                                                                       |                                                                       |                                                                       |                                   |                                   |                                                       |                                                       |                                                       |                                                       |                                                       |                                                       |                                |                                |                                                                            |                                                                            |                                                                            |                                                                            |                                                                            |                                                                            |                                        |                                        |                                                            |                                                            |                                                            |                                                            |                                                            |                                                            |  |  |                                        |                                        |                                        |                                        |                                        |                                        |  |  |  |  |  |  |  |  |  |  |  |  |  |  |  |  |  |  |  |  |  |  |  |  |  |  |  |  |  |  |  |  |  |  |  |  |
|                                                                                   |                                                                                   |                                                                                   |                                                                                   |                                                                                   |                                                                                   |                                    |                                    |                                                                       |                                                                       |                                                                       |                                                                       |                                                                       |                                                                       |                                   |                                   |                                                       |                                                       |                                                       |                                                       |                                                       |                                                       |                                |                                |                                                                            |                                                                            |                                                                            |                                                                            |                                                                            |                                                                            |                                        |                                        |                                                            |                                                            |                                                            |                                                            |                                                            |                                                            |  |  |                                        |                                        |                                        |                                        |                                        |                                        |  |  |  |  |  |  |  |  |  |  |  |  |  |  |  |  |  |  |  |  |  |  |  |  |  |  |  |  |  |  |  |  |  |  |  |  |
|                                                                                   |                                                                                   |                                                                                   |                                                                                   |                                                                                   |                                                                                   |                                    |                                    | Friedrich I. (König in Preußen)                                       | Friedrich I. (König in Preußen)                                       | Friedrich I. (König in Preußen)                                       | Friedrich I. (König in Preußen)                                       | Friedrich I. (König in Preußen)                                       | Friedrich I. (König in Preußen)                                       |                                   |                                   | Sophie Charlotte (Königin in Preußen)                 | Sophie Charlotte (Königin in Preußen)                 | Sophie Charlotte (Königin in Preußen)                 | Sophie Charlotte (Königin in Preußen)                 | Sophie Charlotte (Königin in Preußen)                 | Sophie Charlotte (Königin in Preußen)                 |                                |                                | Georg I. (König von Großbritannien)                                        | Georg I. (König von Großbritannien)                                        | Georg I. (König von Großbritannien)                                        | Georg I. (König von Großbritannien)                                        | Georg I. (König von Großbritannien)                                        | Georg I. (König von Großbritannien)                                        |                                        |                                        | Sophie Dorothea                                            | Sophie Dorothea                                            | Sophie Dorothea                                            | Sophie Dorothea                                            | Sophie Dorothea                                            | Sophie Dorothea                                            |  |  |                                        |                                        |                                        |                                        |                                        |                                        |  |  |  |  |  |  |  |  |  |  |  |  |  |  |  |  |  |  |  |  |  |  |  |  |  |  |  |  |  |  |  |  |  |  |  |  |
|                                                                                   |                                                                                   |                                                                                   |                                                                                   |                                                                                   |                                                                                   |                                    |                                    | Friedrich I. (König in Preußen)                                       | Friedrich I. (König in Preußen)                                       | Friedrich I. (König in Preußen)                                       | Friedrich I. (König in Preußen)                                       | Friedrich I. (König in Preußen)                                       | Friedrich I. (König in Preußen)                                       |                                   |                                   | Sophie Charlotte (Königin in Preußen)                 | Sophie Charlotte (Königin in Preußen)                 | Sophie Charlotte (Königin in Preußen)                 | Sophie Charlotte (Königin in Preußen)                 | Sophie Charlotte (Königin in Preußen)                 | Sophie Charlotte (Königin in Preußen)                 |                                |                                | Georg I. (König von Großbritannien)                                        | Georg I. (König von Großbritannien)                                        | Georg I. (König von Großbritannien)                                        | Georg I. (König von Großbritannien)                                        | Georg I. (König von Großbritannien)                                        | Georg I. (König von Großbritannien)                                        |                                        |                                        | Sophie Dorothea                                            | Sophie Dorothea                                            | Sophie Dorothea                                            | Sophie Dorothea                                            | Sophie Dorothea                                            | Sophie Dorothea                                            |  |  |                                        |                                        |                                        |                                        |                                        |                                        |  |  |  |  |  |  |  |  |  |  |  |  |  |  |  |  |  |  |  |  |  |  |  |  |  |  |  |  |  |  |  |  |  |  |  |  |
|                                                                                   |                                                                                   |                                                                                   |                                                                                   |                                                                                   |                                                                                   |                                    |                                    |                                                                       |                                                                       |                                                                       |                                                                       |                                                                       |                                                                       |                                   |                                   |                                                       |                                                       |                                                       |                                                       |                                                       |                                                       |                                |                                |                                                                            |                                                                            |                                                                            |                                                                            |                                                                            |                                                                            |                                        |                                        |                                                            |                                                            |                                                            |                                                            |                                                            |                                                            |  |  |                                        |                                        |                                        |                                        |                                        |                                        |  |  |  |  |  |  |  |  |  |  |  |  |  |  |  |  |  |  |  |  |  |  |  |  |  |  |  |  |  |  |  |  |  |  |  |  |
|                                                                                   |                                                                                   |                                                                                   |                                                                                   |                                                                                   |                                                                                   |                                    |                                    |                                                                       |                                                                       |                                                                       |                                                                       |                                                                       |                                                                       |                                   |                                   |                                                       |                                                       |                                                       |                                                       |                                                       |                                                       |                                |                                |                                                                            |                                                                            |                                                                            |                                                                            |                                                                            |                                                                            |                                        |                                        |                                                            |                                                            |                                                            |                                                            |                                                            |                                                            |  |  |                                        |                                        |                                        |                                        |                                        |                                        |  |  |  |  |  |  |  |  |  |  |  |  |  |  |  |  |  |  |  |  |  |  |  |  |  |  |  |  |  |  |  |  |  |  |  |  |
|                                                                                   |                                                                                   |                                                                                   |                                                                                   |                                                                                   |                                                                                   |                                    |                                    |                                                                       |                                                                       |                                                                       |                                                                       |                                                                       |                                                                       |                                   |                                   | Friedrich Wilhelm I. (König in Preußen)               | Friedrich Wilhelm I. (König in Preußen)               | Friedrich Wilhelm I. (König in Preußen)               | Friedrich Wilhelm I. (König in Preußen)               | Friedrich Wilhelm I. (König in Preußen)               | Friedrich Wilhelm I. (König in Preußen)               |                                |                                | Sophie Dorothea (Königin in Preußen)                                       | Sophie Dorothea (Königin in Preußen)                                       | Sophie Dorothea (Königin in Preußen)                                       | Sophie Dorothea (Königin in Preußen)                                       | Sophie Dorothea (Königin in Preußen)                                       | Sophie Dorothea (Königin in Preußen)                                       |                                        |                                        |                                                            |                                                            |                                                            |                                                            |                                                            |                                                            |  |  |                                        |                                        |                                        |                                        |                                        |                                        |  |  |  |  |  |  |  |  |  |  |  |  |  |  |  |  |  |  |  |  |  |  |  |  |  |  |  |  |  |  |  |  |  |  |  |  |
|                                                                                   |                                                                                   |                                                                                   |                                                                                   |                                                                                   |                                                                                   |                                    |                                    |                                                                       |                                                                       |                                                                       |                                                                       |                                                                       |                                                                       |                                   |                                   | Friedrich Wilhelm I. (König in Preußen)               | Friedrich Wilhelm I. (König in Preußen)               | Friedrich Wilhelm I. (König in Preußen)               | Friedrich Wilhelm I. (König in Preußen)               | Friedrich Wilhelm I. (König in Preußen)               | Friedrich Wilhelm I. (König in Preußen)               |                                |                                | Sophie Dorothea (Königin in Preußen)                                       | Sophie Dorothea (Königin in Preußen)                                       | Sophie Dorothea (Königin in Preußen)                                       | Sophie Dorothea (Königin in Preußen)                                       | Sophie Dorothea (Königin in Preußen)                                       | Sophie Dorothea (Königin in Preußen)                                       |                                        |                                        |                                                            |                                                            |                                                            |                                                            |                                                            |                                                            |  |  |                                        |                                        |                                        |                                        |                                        |                                        |  |  |  |  |  |  |  |  |  |  |  |  |  |  |  |  |  |  |  |  |  |  |  |  |  |  |  |  |  |  |  |  |  |  |  |  |
|                                                                                   |                                                                                   |                                                                                   |                                                                                   |                                                                                   |                                                                                   |                                    |                                    |                                                                       |                                                                       |                                                                       |                                                                       |                                                                       |                                                                       |                                   |                                   |                                                       |                                                       |                                                       |                                                       |                                                       |                                                       |                                |                                |                                                                            |                                                                            |                                                                            |                                                                            |                                                                            |                                                                            |                                        |                                        |                                                            |                                                            |                                                            |                                                            |                                                            |                                                            |  |  |                                        |                                        |                                        |                                        |                                        |                                        |  |  |  |  |  |  |  |  |  |  |  |  |  |  |  |  |  |  |  |  |  |  |  |  |  |  |  |  |  |  |  |  |  |  |  |  |
|                                                                                   |                                                                                   |                                                                                   |                                                                                   |                                                                                   |                                                                                   |                                    |                                    |                                                                       |                                                                       |                                                                       |                                                                       |                                                                       |                                                                       |                                   |                                   |                                                       |                                                       |                                                       |                                                       |                                                       |                                                       |                                |                                |                                                                            |                                                                            |                                                                            |                                                                            |                                                                            |                                                                            |                                        |                                        |                                                            |                                                            |                                                            |                                                            |                                                            |                                                            |  |  |                                        |                                        |                                        |                                        |                                        |                                        |  |  |  |  |  |  |  |  |  |  |  |  |  |  |  |  |  |  |  |  |  |  |  |  |  |  |  |  |  |  |  |  |  |  |  |  |
| Wilhelmine (Markgräfin von Brandenburg-Bayreuth)                                  | Wilhelmine (Markgräfin von Brandenburg-Bayreuth)                                  | Wilhelmine (Markgräfin von Brandenburg-Bayreuth)                                  | Wilhelmine (Markgräfin von Brandenburg-Bayreuth)                                  | Wilhelmine (Markgräfin von Brandenburg-Bayreuth)                                  | Wilhelmine (Markgräfin von Brandenburg-Bayreuth)                                  |                                    |                                    | Friedrich II. (König von Preußen)                                     | Friedrich II. (König von Preußen)                                     | Friedrich II. (König von Preußen)                                     | Friedrich II. (König von Preußen)                                     | Friedrich II. (König von Preußen)                                     | Friedrich II. (König von Preußen)                                     |                                   |                                   | Friederike Luise (Markgräfin von Brandenburg-Ansbach) | Friederike Luise (Markgräfin von Brandenburg-Ansbach) | Friederike Luise (Markgräfin von Brandenburg-Ansbach) | Friederike Luise (Markgräfin von Brandenburg-Ansbach) | Friederike Luise (Markgräfin von Brandenburg-Ansbach) | Friederike Luise (Markgräfin von Brandenburg-Ansbach) |                                |                                | Philippine Charlotte (Fürstin von Braunschweig-Wolfenbüttel)               | Philippine Charlotte (Fürstin von Braunschweig-Wolfenbüttel)               | Philippine Charlotte (Fürstin von Braunschweig-Wolfenbüttel)               | Philippine Charlotte (Fürstin von Braunschweig-Wolfenbüttel)               | Philippine Charlotte (Fürstin von Braunschweig-Wolfenbüttel)               | Philippine Charlotte (Fürstin von Braunschweig-Wolfenbüttel)               |                                        |                                        | Sophie Dorothea Marie (Markgräfin von Brandenburg-Schwedt) | Sophie Dorothea Marie (Markgräfin von Brandenburg-Schwedt) | Sophie Dorothea Marie (Markgräfin von Brandenburg-Schwedt) | Sophie Dorothea Marie (Markgräfin von Brandenburg-Schwedt) | Sophie Dorothea Marie (Markgräfin von Brandenburg-Schwedt) | Sophie Dorothea Marie (Markgräfin von Brandenburg-Schwedt) |  |  | Luise Ulrike (Königin von Schweden)    | Luise Ulrike (Königin von Schweden)    | Luise Ulrike (Königin von Schweden)    | Luise Ulrike (Königin von Schweden)    | Luise Ulrike (Königin von Schweden)    | Luise Ulrike (Königin von Schweden)    |  |  |  |  |  |  |  |  |  |  |  |  |  |  |  |  |  |  |  |  |  |  |  |  |  |  |  |  |  |  |  |  |  |  |  |  |
| Wilhelmine (Markgräfin von Brandenburg-Bayreuth)                                  | Wilhelmine (Markgräfin von Brandenburg-Bayreuth)                                  | Wilhelmine (Markgräfin von Brandenburg-Bayreuth)                                  | Wilhelmine (Markgräfin von Brandenburg-Bayreuth)                                  | Wilhelmine (Markgräfin von Brandenburg-Bayreuth)                                  | Wilhelmine (Markgräfin von Brandenburg-Bayreuth)                                  |                                    |                                    | Friedrich II. (König von Preußen)                                     | Friedrich II. (König von Preußen)                                     | Friedrich II. (König von Preußen)                                     | Friedrich II. (König von Preußen)                                     | Friedrich II. (König von Preußen)                                     | Friedrich II. (König von Preußen)                                     |                                   |                                   | Friederike Luise (Markgräfin von Brandenburg-Ansbach) | Friederike Luise (Markgräfin von Brandenburg-Ansbach) | Friederike Luise (Markgräfin von Brandenburg-Ansbach) | Friederike Luise (Markgräfin von Brandenburg-Ansbach) | Friederike Luise (Markgräfin von Brandenburg-Ansbach) | Friederike Luise (Markgräfin von Brandenburg-Ansbach) |                                |                                | Philippine Charlotte (Fürstin von Braunschweig-Wolfenbüttel)               | Philippine Charlotte (Fürstin von Braunschweig-Wolfenbüttel)               | Philippine Charlotte (Fürstin von Braunschweig-Wolfenbüttel)               | Philippine Charlotte (Fürstin von Braunschweig-Wolfenbüttel)               | Philippine Charlotte (Fürstin von Braunschweig-Wolfenbüttel)               | Philippine Charlotte (Fürstin von Braunschweig-Wolfenbüttel)               |                                        |                                        | Sophie Dorothea Marie (Markgräfin von Brandenburg-Schwedt) | Sophie Dorothea Marie (Markgräfin von Brandenburg-Schwedt) | Sophie Dorothea Marie (Markgräfin von Brandenburg-Schwedt) | Sophie Dorothea Marie (Markgräfin von Brandenburg-Schwedt) | Sophie Dorothea Marie (Markgräfin von Brandenburg-Schwedt) | Sophie Dorothea Marie (Markgräfin von Brandenburg-Schwedt) |  |  | Luise Ulrike (Königin von Schweden)    | Luise Ulrike (Königin von Schweden)    | Luise Ulrike (Königin von Schweden)    | Luise Ulrike (Königin von Schweden)    | Luise Ulrike (Königin von Schweden)    | Luise Ulrike (Königin von Schweden)    |  |  |  |  |  |  |  |  |  |  |  |  |  |  |  |  |  |  |  |  |  |  |  |  |  |  |  |  |  |  |  |  |  |  |  |  |
|                                                                                   |                                                                                   |                                                                                   |                                                                                   | August Wilhelm (Prinz von Preußen)                                                | August Wilhelm (Prinz von Preußen)                                                | August Wilhelm (Prinz von Preußen) | August Wilhelm (Prinz von Preußen) | August Wilhelm (Prinz von Preußen)                                    | August Wilhelm (Prinz von Preußen)                                    |                                                                       |                                                                       | Amalie (Äbtissin von Quedlinburg)                                     | Amalie (Äbtissin von Quedlinburg)                                     | Amalie (Äbtissin von Quedlinburg) | Amalie (Äbtissin von Quedlinburg) | Amalie (Äbtissin von Quedlinburg)                     | Amalie (Äbtissin von Quedlinburg)                     |                                                       |                                                       | Heinrich (preußischer General)                        | Heinrich (preußischer General)                        | Heinrich (preußischer General) | Heinrich (preußischer General) | Heinrich (preußischer General)                                             | Heinrich (preußischer General)                                             |                                                                            |                                                                            | August Ferdinand (preußischer General)                                     | August Ferdinand (preußischer General)                                     | August Ferdinand (preußischer General) | August Ferdinand (preußischer General) | August Ferdinand (preußischer General)                     | August Ferdinand (preußischer General)                     |                                                            |                                                            |                                                            |                                                            |  |  |                                        |                                        |                                        |                                        |                                        |                                        |  |  |  |  |  |  |  |  |  |  |  |  |  |  |  |  |  |  |  |  |  |  |  |  |  |  |  |  |  |  |  |  |  |  |  |  |